# Saint Seiya Typing Ryusei Ken
Saint Seiya Typing Ryusei Ken è un videogioco (in parte di ruolo e in parte a quiz) ambientato nel mondo dei Cavalieri dello zodiaco: il giocatore gioca con Pegasus e gli altri Cavalieri di bronzo portandoli a conquistare la cloth ed altri combattimenti fino a vincere la Guerra Galattica e a sconfiggere i Cavalieri d'oro e il Grande Sacerdote. Il gioco è stato pubblicato unicamente in Giappone per piattaforma Microsoft Windows.
Tutto il gioco è gestito con la tastiera, e i combattimenti si basano sulla velocità di digitazione di alcune frasi.